# Galoche bigoudène
La galoche bigoudène est un jeu de palets sportif, variante du jeu normand de la galoche, pratiqué dans le sud du Finistère (dans le Pays Bigouden).
La galoche se joue en Normandie et dans d'autres parties de la Bretagne mais la version bigoudène profite d'une complexification des règles, qui augmente l'intérêt du jeu, en particulier par la possibilité de tactiques d'attaque et de défense. C'est peut-être cette spécificité qui lui permet de vivre, face aux activités plus courantes. Ainsi, la galoche se joue encore régulièrement en Bretagne, et de nombreux concours locaux sont organisés.
La galoche peut de prime abord faire penser à une sorte de pétanque, mais le principe en est très différent. Le jeu se pratique à l'aide de palets en fer de 0,850 kg, qui sont utilisés pour renverser la « galoche », qui est un petit cylindre en bois, sur lequel est posé le liper, de la taille d'une pièce de monnaie, et qui est l'équivalent du bouchon en pétanque.
Cette pratique a été inscrite à l'Inventaire du patrimoine culturel immatériel en 2012.

## Le matériel
Le jeu nécessite une galoche, trois palets et une pièce de monnaie :
- La galoche, appelée kaloj ou kalochenn (ar c'haloj, ou ar galochenn en breton) est un petit cylindre de bois, d'environ 11,5 cm de haut pour 3,5 cm de diamètre, ce diamètre étant légèrement rétréci à mi-hauteur. Le bois dur est conseillé, pour résister aux chocs avec les palets.

- Les palets, appelés ar peiou (ar pezhioù en breton), sont en fer, et d'un poids de 850 grammes à 1,100 kilogramme environ, d'une épaisseur de 15 mm et d'un diamètre de 11,5 cm (autant que la hauteur de la galoche). Ils sont ronds et biseautés, pour mieux accrocher au sol lors du lancer en piqué. Ces palets sont en général artisanaux, et peuvent s'user au cours du temps.

- La pièce de monnaie, appelée al liper, est destinée à être posée au sommet de la galoche. Elle doit donc avoir à peu près le même diamètre.

## Le terrain
Le jeu nécessite un terrain dur, tout au moins stabilisé et le plus plat possible. Un terrain solide est recommandé, car les palets le frappent toujours au même endroit, la galoche étant fixe. L'apparition des routes en macadam en Bretagne a été un progrès pour le jeu, car le bitume est résistant et assez souple, ce qui permet aux bords des palets de bien mordre, ce qui améliore la précision des lancers. 
La galoche est placée au centre d'une croix cerclée ou croix celtique, d'un diamètre de 40 cm environ, qui a pour unique but de mieux visualiser l'emplacement de la galoche. Elle n'intervient pas du tout dans l'attribution des points. Cette cible ainsi que le trait indiquant le placement du lanceur de palet sont généralement tracés à la craie.

## Les règles

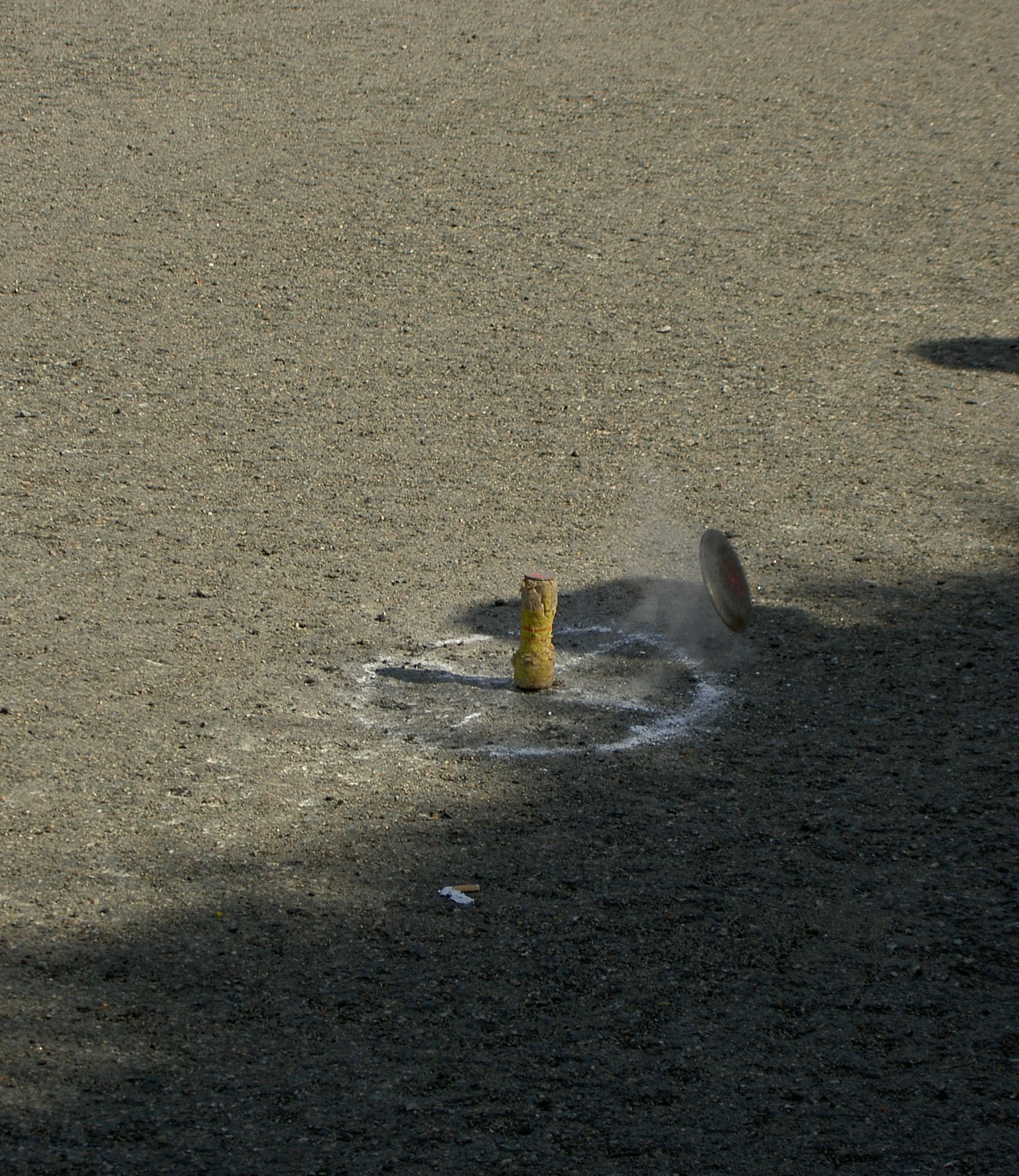
Palet heurtant la cible. On peut voir les nombreux impacts sur le goudron.

Comme en pétanque, le but est de lancer les palets le plus près possible du liper. La ressemblance s'arrête là, car un seul point est généralement attribué (même si plusieurs palets d'une équipe sont proches du liper), et pour que le point soit attribué, il faut « dégalocher », c’est-à-dire faire tomber le liper de la galoche. De plus, la galoche elle-même compte comme adversaire, et gagne le point si elle est plus proche du liper que les palets. Enfin, il n'est pas nécessaire que l'équipe adverse joue avant d'attribuer le point : si le premier palet lancé permet de dégalocher, et qu'il est assez près du liper, le point est acquis, et la galoche relevée.
- La galoche se joue avec deux équipes de deux joueurs (il est néanmoins possible d'y jouer à deux ou trois seulement).
- L'ordre d'intervention de joueurs reste fixe pendant toute la partie : 
  1. 1er joueur de la 1re équipe,
  2. 1er joueur de la 2e équipe,
  3. 2e joueur de la 1re équipe,
  4. 2e joueur de la 2e équipe.
- Le joueur dispose de deux palets pour son intervention, mais il n'est pas obligé de jouer les deux.
  - Après avoir joué, et si le(s) point(s) n'est (ne sont) pas attribué(s), le lanceur décide lequel de ses deux palets restera dans le jeu, pour servir d'opposition (stank en breton).
    - Généralement, c'est le palet le plus proche de la galoche qui est conservé.
    - Un palet ayant servi à dégalocher ne peut être conservé comme stank.

  - Le joueur ne peut dégalocher qu'avec un seul de ses deux palets.
- Le point n'est attribué que si la galoche est abattue par un palet :
  - Si le liper est plus proche d'un palet que de la galoche, le point est attribué à l'équipe ayant lancé le palet (qui peut être le stank adverse).
  - Si le liper est plus proche de la galoche, c'est elle qui tient le point. Le joueur peut lancer son deuxième palet s'il l'a encore (et s'il le désire), pour se rapprocher du liper. S'il rate, ou ne tente pas le coup, la galoche vaut un point en plus : le jeu suivant vaudra deux points, puis trois, quatre... si la même situation se répète.
- Lorsqu'un point est attribué, à une équipe ou à la galoche, celle-ci est relevée, et tous les palets retirés (il n'y a pas de stank). Le tour reste au joueur en cours, s'il lui reste son deuxième palet.
- La partie se joue généralement en 15 points, ou parfois sur un temps déterminé.
- Dans certaines compétitions, la bolinche est interdite : un palet piqué ne doit pas se retourner (voir le lancer).

Une autre version consiste à jouer la ou les pièces de monnaie posées sur la galoche, celui dont le palet est le plus proche des pièces empochant la mise.

## Le lancer
Pour lancer, le palet repose sur le majeur replié, l'index bloquant le tour du palet, et le pouce verrouillant le dessus. Il y a deux façons de faire : le piqué (pika ou pikat en breton), ou le dégalochage.

### Piquer
Le piqué est l'équivalent de « pointer » en pétanque : il est utilisé pour placer avec précision le palet près de la galoche, voire pour la faire tomber. Le palet doit être lancé de façon à conserver un angle de 70 à 80° avec le sol, pendant toute sa course. Cet angle lui permet de bien mordre le sol, et de tomber à plat juste devant le point d'impact. Un bon piqueur arrive à faire tenir son palet juste au point d'impact, avec une précision de quelques centimètres. Lui donner une légère rotation au lancer permet d'améliorer la précision.
La « bolinche » consiste à donner au palet un plus grand angle (90 °), pour qu'il tombe derrière son point d'impact. Ce coup est interdit dans les concours, car il donne trop d'avantages : il est possible de faire tomber la galoche et le liper à côté du palet.

### Dégalocher
Dégalocher (digalocha, ou digalochañ en breton), est l'équivalent de « tirer » en pétanque. Le but est de renverser la galoche, pour faire tomber le liper. L'action se fait en trois pas, le lancer du palet devant obligatoirement se faire pendant le dernier pas, ce qui complique le tir (il y a là une ressemblance avec le jeu provençal, ancêtre de la pétanque). Le palet est lancé à plat, de trois façons différentes selon le but recherché sur la chute du liper :
- un coup à l'horizontale, à mi-hauteur de la galoche (appelé taol ba'r c'hreis en breton) permet de faire tomber le liper sur place ;
- un coup plongeant, atterrissant sur la base de la galoche (taol dislonk en breton) permet de faire tomber le liper vers le 'bas' du jeu ;
- un coup remontant vers le haut, ce qui nécessite un rebond du palet avant la galoche (kass d'al làez en breton), permet de projeter le liper vers le 'haut' du jeu.

On parle aussi de dégalochage lorsque la galoche est tombée, mais est assez près du liper pour tenir le point. Dans ce cas, le joueur peut tenter d'éloigner la galoche avec son deuxième palet (ce coup s'appelle kass koed en breton, c’est-à-dire 'éloigner le bout de bois').

## Les tactiques
Les choix laissés aux joueurs, comme lancer les deux palets ou un seul, tenter de dégalocher ou laisser l'adversaire le faire, ainsi que la possibilité de laisser un point à la galoche elle-même pour essayer de le récupérer dans la partie suivante, augmentent les possibilités de tactique.
- Le jeu d'attaque est par exemple le fait de tenter de dégalocher avec un second palet, au risque de donner un point à la galoche elle-même, ce qui offrira à l'adversaire un jeu distank, c’est-à-dire sans le stank qui pourrait le gêner (puisqu'après attribution du point, tous les palets, y compris le stank, sont enlevés).
- Au contraire, un jeu de défense sera le fait de juste placer un stank, qui sera un obstacle et un éventuel palet gagnant, plutôt que de prendre le risque de dégalocher (le jeu est alors stanket, c’est-à-dire fermé). Si le stank est bien placé, le lancer du deuxième palet peut faire régresser la situation.

## Le championnat
Chaque saison, un prix est attribué au meilleur club de sa division. Ces dernières sont composées de huit équipes de la D1 à la D3 et de deux D4, « Nord » et « Sud ». Celles-ci sont ainsi réparties du fait du manque d'effectifs pour assurer une D5 et regroupées dans l'une ou dans l'autre de par leurs situations géographiques dans le pays bigouden. Ainsi, chaque club reçoit à domicile et se déplace à l'extérieur selon un roulement en matchs aller-retour, comme la Ligue 1 du football par exemple. 
À chaque rencontre, les clubs alignent cinq équipes de deux joueurs. Elles se rencontreront à tour de rôle. Le match se remporte par la majorité de victoires des 25 rencontres des binômes. 
Un match gagné rapporte 3 points et un match perdu 1 point pour la course au titre. Mais si une équipe déclare forfait elle perd et, de fait, ne marque aucun point.
À la fin de la saison, le club champion de sa division est promu en division supérieure sauf pour la D1 et le club étant dernier descend ainsi en division inférieure, bien évidemment, sauf pour les D4.

## L'ancêtre du jeu
Le tout premier ancêtre de la galoche semble être une variante du jeu de bouchon. Les règles de cet ancêtre étaient un peu différentes, le liper était remplacé par un enjeu (une ou plusieurs pièces, placées sur la galoche). Le gagnant était simplement celui qui les faisait tomber en galochant. De plus, les palets étaient à l'origine de simples galets ou pierres plates, le palet en fer étant apparu au début du XXe siècle.
On dit, chez les joueurs, que la disparition en 1932 des pièces de bronze habituellement utilisées comme enjeu monétaire permit au système de comptage des points de progressivement s'imposer.

## Les clubs
- Comité départemental de galoche bigoudène
- Galoche bigoudène de Peumerit

## Liens
- La Maison des Jeux Bretons, Saint-Jean-Trolimon. Espace de jeux pour découvrir et pratiquer les jeux traditionnels de Bretagne
- Le Cârouj, le parc de loisirs des jeux bretons, Monterfil (Ille-et-Vilaine)